# Sintagma adverbial
En sintaxis, sintagma adverbial es el sintagma que realiza funciones sintácticas similares a un adverbio. En español suele contener un adverbio o un gerundio, que desempeñan la función sintáctica de núcleo o palabra más importante y con más relaciones sintácticas. El gerundio es una forma del verbo existente en diversas lenguas que se comporta sintácticamente de manera similar a un adverbio.
Las siguientes oraciones tienen algunos ejemplos en español de sintagmas adverbiales: 
(1.ª) "Muy tarde para mí", donde el adverbio tarde es núcleo.
(1b) "lejos" / "muy lejos" / "más lejos que tu casa". El núcleo es lejos; muy es un cuantificador; que tu casa es un complemento del núcleo que hace de segundo término de una comparación.

## Sintaxis
Sintácticamente los sintagmas adverbiales son un adjunto dentro de un sintagma cuyo núcleo tiene el rasgo predicativo [+V], es decir, un verbo (2a), un adjetivo (2b) u otro adverbio (2c):
(2a) Juan [SV conduce [SAdv perfectamente]]
(2b) Es [SAdj [SAdv perfectamente] correcto]
(2c) Me parece [SAdv1 [SAdv2 igualmente] bien]
Algunos adverbios funcionan a veces como núcleo de un sintagma adverbial que requiere un complemento sintáctico que obligatoriamente es un sintagma preposicional:
(2d) [SAdv después [SP de la derrota]]
(2e) [SAdv detrás [SP de la fuente]]

## Complementos circunstanciales
Compárense estas tres oraciones:
(3a) Me iré pronto a la cama.
(3b) Me iré a la cama en una hora.
(3c) Me iré a la cama cuando haya acabado mi libro.
En la primera (3a) se usa pronto que es un adverbio propiamente dicho y por tanto se tiene un sintagma adverbial genuino. En (3b) y (3c) aparecen expresiones en negrita que tienen una función similar al sintagma adverbial pronto,de hecho tanto pronto, como en una hora , como cuando haya acabado el libro serían analizados en la gramática tradicional como complemento circunstancial. En la tradición gramatical inglesa (y en otras tradiciones) al sintagma preposicional de (3b) se le denomina complemento adverbial y a la oración subordinada de (3c) oración de relativo adverbial.
- Datos: Q3734650